# COBIS
COBIS（カウンセル・オブ・ブリティッシュ・インターナショナル・スクールズ）は、英国系インターナショナルスクールの世界最大の認可・認定団体。学校の改善、生徒の保護、会員校およびより広範な教育セクターへの支援に取り組み、加盟校は、ヨーロッパ、アジア、アフリカ、中東、アメリカ大陸を含む83か国で300校以上ある。2024年8月には、文科省によりCOBIS認定校を卒業した学生に対して日本の大学への入学資格が認められるようになった。

## 目的
COBISは、以下の方法で、会員校である学校のリーダー、理事、職員、そして生徒にサービスを提供し、支援し、代表することを目的としています。
- 英国政府、教育機関、企業セクターとの連携を通じて会員校を支援する。
- 上級指導者、理事、教師、サポートスタッフのための効果的な専門能力開発を提供する。
- 英国系インターナショナルスクールのための専門的なネットワーキングの機会を促進、調整、支援する。
- 英国の教育における動向や発展に関する情報へのアクセスを提供する。
- グローバルなCOBISネットワーク内でのキャリアアップの機会を促進する。
- 学校と承認された教育支援サービス提供者の間で、費用対効果の高いコンサルタントサービスを仲介する。[2]

## 活動内容
COBISは、教師、ミドルリーダー、サポートスタッフ向けのさまざまな会議や専門能力開発イベントを年間を通じて開催しており、さらに5月にはロンドンで学校のリーダーや理事向けの年次会議を開催しています。COBISのイベントでは、質の高い研修に参加できるだけでなく、同僚が専門的なネットワークや人脈を築くための素晴らしい機会も提供しています。COBISは、英国政府、教育機関、企業、そして世界各国の教育省との連携を通じて会員校を代表し、海外における英国系スクールと英国式教育の発展に尽力している。

### Beacon Status（ビーコンステータス）
COBISは、「ベストプラクティス」、「イノベーション」、及び「エクセレンス」を重視しており、これらの要素において一定の基準を満たした学校には『ビーコンステータス』が授与される。ビーコンステータスを獲得した学校は、特定の分野において卓越性を示しており、そのベストプラクティスを世界中の学校と共有することに努めているとされている。
現在、ビーコンステータスが授与されている学校は、世界中で25校のみであり、日本国内ではCEAグループが運営する東京都千代田区のPhoenix International School、および千葉県柏市にあるRugby School Japanの2校が認定されている。

## 組織
COBISは30年以上前に設立され、世界中の会員校から選出された校長先生や理事の方々で構成される執行委員会によって運営されています。 英国の独立学校評議会の一員であるCOBISは、「保証有限責任会社」として英国で登録された非営利団体である。

## 参考
1. ↑  “大学入学資格について：文部科学省”. 文部科学省ホームページ. 2024年11月20日閲覧。
2. ↑  “About Us - Council of British International Schools”. www.cobis.org.uk. 2020年11月25日閲覧。
3. ↑  “Membership Benefits - Council of British International Schools”. www.cobis.org.uk. 2024年11月20日閲覧。